# 세포주
세포주(細胞株, cell line)는 동일한 형질의 배양된 세포이다.

## 불멸화된 세포주
영양이 공급되면 무한히 증식할 수 있는 세포를 말한다.

## 줄기세포주
줄기세포주는 줄기세포의 세포주이다.